# Oktober 2008
Dit artikel geeft een chronologisch overzicht van belangrijke gebeurtenissen per dag in de maand oktober van het jaar 2008.

## Gebeurtenissen

### 1 oktober
- De Beierse premier Günther Beckstein stapt op vanwege de slechte verkiezingsuitslag voor zijn partij de CSU op 28 september. Wikinieuws
- In een discotheek in Tanzania komen zeker negentien tieners om als er paniek uitbreekt.
- PSV Eindhoven verliest ook de tweede groepswedstrijd in de UEFA Champions League. Liverpool FC is met 3-1 te sterk voor de Nederlandse landskampioen.
- Het dodental van de paniekuitbarsting bij een hindoetempel in de Noord-Indiase staat Rajasthan wordt vastgesteld op 224. De paniek bij de tempel op een heuvel bij de stad Jodhpur brak een dag eerder vroeg uit, toen zich er meer dan 25.000 mensen hadden verzameld.

### 2 oktober
- De Nederlandse band Krezip maakt tijdens een interview met 3FM-dj Giel Beelen bekend uit elkaar te gaan. De band, die sinds 1997 samen was en doorbrak met I would stay, geeft haar laatste concert op 20 december 2008.
- In hoger beroep veroordeelt het gerechtshof in Den Haag Samir Azzouz tot negen jaar cel voor deelname aan een terroristische organisatie. Medeverdachte Nouriddin El Fahtni krijgt acht jaar cel.

### 3 oktober
- Het Nederlandse deel van bank- en verzekeringsconcern Fortis komt geheel in handen van de Staat der Nederlanden. Deze wordt voor 16,8 miljard euro volledig eigenaar van alle activiteiten en van het Fortis-deel van ABN AMRO in Nederland.
- Na aanvaarding door het Huis van Afgevaardigden ondertekent de Amerikaanse president Bush een reddingsplan voor het Amerikaanse bankwezen van $700 miljard, de Emergency Economic Stabilization Act.

### 4 oktober
- In de Iraakse hoofdstad Bagdad storten twee Amerikaanse legerhelikopters neer. Het ongeluk gebeurt bij een legerpost in het soennitische district.
- Een storing legt het netwerk van pinautomaten op de NS-stations een groot deel van de dag plat.
- Duizenden boze Indiërs demonstreren in Singur in de deelstaat West-Bengalen tegen het besluit van Tata Motors om de bouw van een fabriek voor 's werelds goedkoopste auto te stoppen.
- De Noord-Koreaanse leider Kim Jong-il verschijnt voor het eerst weer in de openbaarheid sinds geruchten vorige maand de ronde deden dat hij ernstig ziek zou zijn.

### 5 oktober

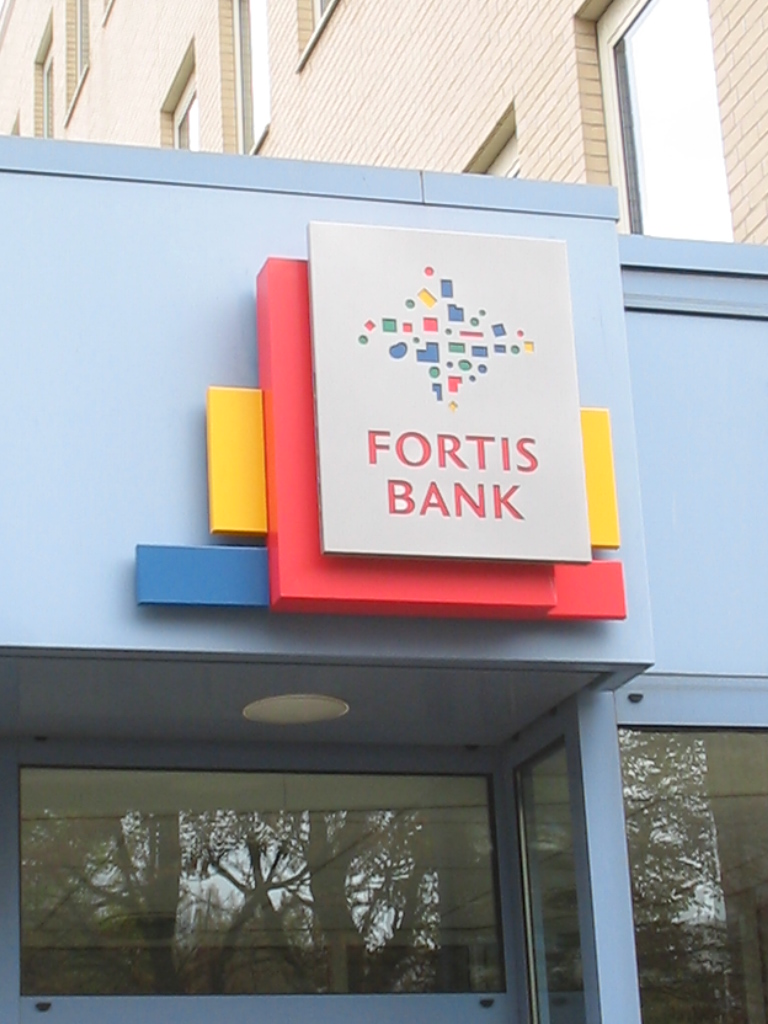
Fortis

- De Franse bank BNP Paribas neemt grote delen van het overgebleven Belgische deel van bank- en verzekeringsconcern Fortis over.

### 6 oktober
- De Nobelprijs voor de Fysiologie of Geneeskunde 2008 gaat naar de Duitse viroloog Harald zur Hausen voor zijn ontdekking van humane papillomavirussen (HPV) die baarmoederhalskanker kunnen veroorzaken en naar de Franse virologen Françoise Barré-Sinoussi en Luc Montagnier voor hun ontdekking van het menselijk immuundeficiëntievirus (hiv).

### 7 oktober
- Naar aanleiding van de toename van Somalische piraterij - waarbij zo'n twaalf schepen worden vastgehouden, waaronder de Faina - neemt de Veiligheidsraad resolutie 1838 aan, die oproept tot actieve jacht op Somalische piraten.
- De Nobelprijs voor de Natuurkunde 2008 gaat naar Yoichiro Nambu voor zijn ontdekking van de werking van spontane symmetriebreking in de subatomaire natuurkunde en naar Makoto Kobayashi en Toshihide Maskawa voor hun ontdekking van de oorsprong van de gebroken symmetrie, die het bestaan van ten minste drie quarkfamilies voorspelt.

### 8 oktober
- Volgens een voorlopig rapport van de Amerikaanse inlichtingendiensten gaat Afghanistan steeds verder achteruit. Als oorzaken worden corruptie, toenemend geweld en de heroïnehandel genoemd waardoor de regering-Karzai aan gezag inboet.
- De Nobelprijs voor de Scheikunde gaat naar Osamu Shimomura, Martin Chalfie en Roger Tsien voor hun ontdekking en ontwikkeling van het groen fluorescent proteïne (GFP).

### 9 oktober
- De Franse romancier Jean-Marie Gustave Le Clézio wint de Nobelprijs voor de Literatuur.

### 10 oktober
- Het hooggerechtshof van de Amerikaanse staat Connecticut staat het homohuwelijk toe. Massachusetts en Californië gingen Connecticut hierin al voor.
- Op de aandelenbeurs van New York daalt de Dow-Jonesindex voor de achtste achtereenvolgende dag. De afgelopen week is de slechtste week uit de 112-jarige geschiedenis van de Dow Jones.
- Martti Ahtisaari, voormalig president van Finland en VN-diplomaat, wint de Nobelprijs voor de Vrede vanwege ‘‘zijn belangrijke inspanningen, op diverse continenten en gedurende meer dan drie decennia, om internationale conflicten op te lossen.’’

### 11 oktober
- De Duitse historica Gudrun Dekker-Schwichow publiceert een artikel waarin zij stelt dat het Wilhelmus is geschreven tussen 7 en 31 december 1572 tijdens het Beleg van Haarlem. Dekker concludeert ook dat Filips van Marnix van Sint-Aldegonde (1540-1598) de schrijver is.
- De Oostenrijkse, rechts-populistische politicus Jörg Haider (58) komt bij een auto-ongeval in Karinthië om het leven. Haider was gouverneur van Karinthië en oud-voorzitter van de FPÖ; in 2005 scheidde hij zich met de BZÖ daarvan af.

- Op station Gouda botsen een omgeleide Thalys-trein en de intercity Den Haag – Groningen tegen elkaar waardoor het treinverkeer rond Gouda wordt gestremd. Er vallen geen gewonden maar het treinverkeer in de zuidelijke Randstad wordt er, mede door werkzaamheden op een ander traject (Den Haag – Delft), grotendeels door ontregeld.
- Tv-presentator Ernst-Paul Hasselbach (42) van RTL 5 komt om het leven bij een auto-ongeluk in Noorwegen. Hasselbach was daar voor opnamen voor het programma 71° Noord.

### 12 oktober
- In Rome verklaart paus Benedictus XVI een aantal mensen heilig, onder wie de Indiase non Alphonsa van de Onbevlekte Ontvangenis en de Zwitserse Maria Bernarda Bütler.

### 13 oktober
- Paul Krugman, hoogleraar aan de Princeton-universiteit, wint de prijs van de Zweedse Rijksbank voor economie, ter nagedachtenis aan Alfred Nobel "voor zijn analyses van handelspatronen en de locatie van economische activiteiten".

### 14 oktober
- Rusland geeft Chinees grensgebied in het uiterste noordoosten van China bijna tachtig jaar na de bezetting terug. Het gaat om een stuk ter grootte van 174 vierkante kilometer. De Sovjet-Unie nam in 1929 het gebied bij grensgevechten in.

### 15 oktober
- Een rechtbank in Istanboel veroordeelt Metin Kaplan tot een levenslange gevangenisstraf. Kaplan, bijgenaamd de Kalief van Keulen, wordt schuldig bevonden aan een poging de Turkse staat met geweld omver te werpen.
- Polen en Italië dreigen met een veto tegen een pakket maatregelen van de Europese Unie dat de klimaatverandering moet tegengaan. Zij vrezen dat hun economie te veel zal lijden onder de ambitieuze klimaatdoelen.
- Meer dan 5800 kinderen in China liggen nog in het ziekenhuis na het drinken van vervuild melkpoeder, zo maakt het Chinese ministerie van Volksgezondheid bekend.
- Het Nederlands voetbalelftal wint ook het derde duel in de WK-kwalificatie door Noorwegen met 1-0 te verslaan. Mark van Bommel maakt in de 63ste minuut de enige treffer van een matige wedstrijd.

### 16 oktober
- Ahmed Aboutaleb (47), Nederlands staatssecretaris van Sociale Zaken en Werkgelegenheid, wordt voorgedragen als de nieuwe burgemeester van de gemeente Rotterdam. Hij is lid van de Partij van de Arbeid en van Marokkaanse afkomst.
- Telecomtoezichthouder Opta legt KPN een boete op van 1,5 miljoen euro voor het selectief verstrekken van een korting aan zijn zakelijke klanten.
- De paranormaal begaafde Peter van der Hurk uit Den Haag wint het televisieprogramma Het Zesde Zintuig: Plaats Delict.
- De Spaanse politie arresteert twaalf mensen uit Noord-Afrika die ervan worden verdacht betrokken te zijn geweest bij de aanslag in Madrid in 2004. De verdachten zouden lid zijn van een radicale islamitische cel die banden heeft met de terreurorganisatie Al-Qaida.
- Kosovo wil dezelfde status als Servië in de procedure voor het Internationaal Gerechtshof (ICJ) dat zich buigt over de omstreden eenzijdige onafhankelijkheidsverklaring van de Servische provincie in februari.

### 17 oktober
- De onderhandelingen over de samenstelling van de regering in Zimbabwe lopen weer vast. Oppositieleider Morgan Tsvangirai en president Robert Mugabe kunnen het na dagenlange onderhandelingen niet eens worden over de verdeling van de ministersposten en de samenstelling van het kabinet.
- Een uitbraak van het Norovirus in een instelling voor geestelijke gezondheidszorg in Etten-Leur kost het leven aan vier oudere patiënten.
- Pakistan doodt ongeveer zestig militanten door een luchtaanval in de Swatvallei in het noordwesten van het land.
- De zeven medeverdachten van de Nederlandse olie-ingenieur Henk van Bilderbeek worden in Colombia veroordeeld voor het witwassen van drugsgeld. Ze krijgen tussen de 11,5 en twintig jaar cel opgelegd.
- De poging om de Hubble-ruimtetelescoop opnieuw op te starten, mislukken vooralsnog.

### 18 oktober
- Het ontzielde lichaam van Marlies van der Kouwe (24) wordt aangetroffen in bosjes bij de wijk Amboina (Kralendijk) op Bonaire. Vier weken eerder was ze verdwenen.

### 19 oktober
- Bank-verzekeraar ING ontvangt een kapitaalinjectie van tien miljard euro van de Nederlandse overheid. Minister van Financiën Wouter Bos maakt dit bekend tijdens een persconferentie in het hoofdkantoor van De Nederlandsche Bank te Amsterdam.

### 20 oktober
- Een commissie onder leiding van Ed Nijpels stelt dat ontpoldering van de Hertogin Hedwigepolder in Zeeuws-Vlaanderen de beste methode is om de natuur in de Westerschelde te herstellen. Een rapport hierover is aangeboden aan minister van Landbouw Gerda Verburg.

### 21 oktober
- Het Amerikaanse technologieconcern Apple boekt over het vierde kwartaal van zijn gebroken boekjaar ruim een kwart meer winst. Dat is vooral te danken aan sterke verkoopcijfers van de nieuwe iPhone.
- Een Zweedse kernreactor wordt stilgelegd nadat een jaarlijkse controle van eenzelfde soort reactor heeft uitgewezen dat er scheurtjes zitten in verschillende controlestaven.
- De regionale staatsbank BayernLB wil als eerste Duitse bank gebruikmaken van het overheidsfonds om de kredietcrisis het hoofd te kunnen bieden. De bank uit de deelstaat Beieren vraagt een kapitaalinjectie van 5,4 miljard euro aan.
- Duitsland moet aan Italiaanse families van negen slachtoffers van nazi-Duitsland ongeveer 1 miljoen euro schadevergoeding betalen, zo bepaalt een hoge Italiaanse rechtbank.

### 22 oktober
- India lanceert zijn eerste maansatelliet, de Chandrayaan-1. Het is een grote stap vooruit voor het ruimteprogramma van het in Bangalore gevestigde Indian Space Research Organisation (ISRO).

### 23 oktober
- Bank-verzekeraar KBC - de enige Belgische grootbank die geen gebruik maakt van het depositogarantiestelsel - trekt de Bel20 naar beneden na berichten over een nakende kapitaalinjectie door de Belgische overheid.

### 24 oktober
- Zeker 24 mensen komen om in het zuidoosten van Jemen door overstromingen. De provincie Hadramaut wordt uitgeroepen tot rampgebied als gevolg van de zware regenval,
- Voetballer Clarence Seedorf ontvangt uit handen van minister Bert Koenders (Ontwikkelingssamenwerking) de Millenniumschoen Award 2008. De AC Milan-voetballer krijgt de prijs voor zijn persoonlijke betrokkenheid bij het thema sport en ontwikkelingssamenwerking.
- De raad van commissarissen van de Amsterdamse woningstichting Rochdale schorst bestuursvoorzitter Hubert Möllenkamp met onmiddellijke ingang. Hij heeft niet alle informatie verstrekt die nodig is "om op adequate wijze te reageren op vragen die de afgelopen periode gerezen zijn".
- De rechtse christendemocratische CSU en de liberale FDP worden het in Beieren eens geworden over de vorming van een nieuwe regering.
- Het VARA-programma Mooi! Weer de Leeuw wint de Gouden Televizier-Ring. Met 48 procent van de stemmen trekt de show van Paul de Leeuw aan het langste eind. Hij krijgt voor het derde jaar op rij de Zilveren Televizier-Ster voor populairste mannelijke tv-persoonlijkheid. De Gouden Stuiver voor het beste jeugdprogramma gaat naar de tv-serie SpangaS van de NCRV.

### 25 oktober
- Demonstrerende IJslanders eisen het aftreden van hun premier Geir Haarde en de president van de centrale bank. De betogers verwijten de twee gefaald te hebben bij het voorkomen van de financiële crisis die de economie praktisch heeft lamgelegd.
- De top van het Openbaar Ministerie (OM), het college van procureurs-generaal, gelast een "diepgaand onderzoek" naar het zoekraken van een strafdossier, waardoor twee overvallers van de Amsterdamse discotheek Jimmy Woo vrijuit zijn gegaan.
- Het Huis Anubis wordt bekroond met de Kinderkast Publieksprijs op het film-, tv- en mediafestival Cinekid. De tv-serie van Dennis Bots wint net als vorig jaar in de categorie fictie.
- Drie hooggeplaatste Colombiaanse militairen zijn geschorst, omdat zij daklozen lieten vermoorden.
- Vier mensen raken gewond doordat zij uit de mand van een luchtballon vallen. Dat gebeurt kort na de start in een weiland langs de Apeldoornseweg in Otterlo op de Veluwe.
- Honderdduizenden Italianen protesteren in de Italiaanse hoofdstad Rome tegen het beleid van de rechtse premier Silvio Berlusconi. Tot de betoging was opgeroepen door Walter Veltroni, de leider van de grootste oppositiepartij Democratische Partij (PD) van ex-communisten en progressieve katholieken.

### 26 oktober
- In Israël houdt Tzipi Livni van de partij Kadima haar taak als formateur voor gezien, nadat pogingen om met Shas een regeringsakkoord te vormen zijn mislukt. Een vredesakkoord met de Palestijnen voor het jaareinde wordt steeds onwaarschijnlijker, terwijl vervroegde verkiezingen in 2009 zich opdringen.
- Een Colombiaanse politicus weet zich na ruim acht jaar gevangenschap uit de handen van de linkse Colombiaanse rebellenbeweging te bevrijden. De ontvoerde ex-parlementariër Oscar Lizcano (63) kan ontsnappen met de hulp van een afvallige extremist.
- Onbemande Amerikaanse verkenningsvliegtuigen voeren een bombardement uit op een basis van opstandelingen in het noordwesten van Pakistan, bij de grens met Afghanistan. In het grensgebied, waar islamistische opstandelingen en stammen de dienst uitmaken, zijn Pakistaanse militairen ook slaags geraakt met rebellen.

### 27 oktober
- Een onbekend aantal websites en consumenten heeft last van een storing in een van de datacentra van de Amsterdam Internet Exchange. Een stroomstoring zou de oorzaak zijn van het uitvallen van het datacentrum met de naam Nikhef.
- De politie in de Amerikaanse staat Tennessee arresteert twee racistische mannen die plannen maakten om de Democratische presidentskandidaat Barack Obama te vermoorden.
- Zeker tienduizend mensen slaan op de vlucht vanwege een rebellenoffensief in de Democratische Republiek Congo. Strijders die loyaal zijn aan de opstandige Congolese generaal Laurent Nkunda hebben in het noordoosten van het Afrikaanse land regeringstroepen verdreven en een dorp aangevallen, onderweg naar de belangrijke stad Goma.
- Janine Jansen wint de VSCD Klassieke Muziekprijs in de categorie ‘individuele prestatie’. De violiste krijgt de prijs tijdens haar concert in het Concertgebouw in Amsterdam uitgereikt uit handen van minister Ronald Plasterk van Cultuur.
- Nederland telt 1800 jeugdgroepen die zich bezighouden met straatterreur. Dat meldt RTL Nieuws op basis van eigen onderzoek.

### 28 oktober
- De transportsector lijdt zwaar onder de kredietcrisis, blijkt uit het conjunctuurbericht over het derde kwartaal van ondernemersorganisatie Transport en Logistiek Nederland (TLN).
- Voetballegende Diego Maradona is de nieuwe bondscoach van het Argentijns voetbalelftal. Oud-bondscoach Carlos Bilardo gaat zijn voormalige sterspeler als technisch directeur bijstaan.
- De beste studenten van de Universiteit Maastricht (UM) komen vanaf dit jaar in aanmerking voor een beurs die gelijk is aan het betaalde collegegeld. Met deze zeer-goed-geld-terugregeling wil de UM getalenteerde studenten aantrekken, stimuleren, koesteren en belonen.

### 29 oktober
- De politie in Kroatië arresteert vijf mensen die verdacht worden van betrokkenheid bij de moordaanslag op de kritische journalist Ivo Pukanic. De arrestanten zouden banden hebben met Sreten J., een kopstuk van de Joegoslavische onderwereld in Nederland.
- In hoger beroep worden opnieuw onvoorwaardelijke celstraffen geëist tegen drie ex-bestuurders van supermarktconcern Ahold. Volgens justitie zijn onvoorwaardelijke straffen gepast, omdat de verdachten ‘de integriteit van de financiële markten een ernstige knauw’ hebben gegeven, onder meer wegens het publiceren van onjuiste jaarcijfers.
- Het Amerikaanse ministerie van Justitie laat weten dat de voorgenomen fusie van Delta Air Lines en Northwest Airlines niet zal tegenhouden. Daarmee is de weg vrij voor het samengaan van de twee luchtvaartbedrijven.
- Staatssecretaris Marja van Bijsterveldt van Onderwijs trekt 10 miljoen euro uit om meer niet-leraren voor de klas te krijgen.

### 30 oktober
- Na maanden van politieke discussie wordt het verliesgevende vliegveld Tempelhof in Berlijn definitief gesloten.
- Het Vaticaan keurt het goed dat kandidaat-priesters door seminaries worden getest op seksuele afwijkingen. Dit staat aangegeven in een door de Congregatie voor de Katholieke Opvoeding van de Romeinse Curie uitgebracht document.

### 31 oktober
- Israëlische archeologen hebben de oudste Hebreeuwse tekst tot nu toe ontdekt. De vondst werd gedaan in een oud fort ten zuidwesten van Jeruzalem. Koolstofdatering geeft aan dat de tekst circa drieduizend jaar oud is, duizend jaar ouder dan de Dode Zee-rollen.
- De Baltic Dry Index, de belangrijkste graadmeter voor tarieven van de bulk-scheepvaart, staat op 851 punten, een daling van 93% ten opzichte van de piek van 11.793 punten op 21 mei 2008.

<< · januari · februari · maart · april · mei · juni · juli · augustus · september · oktober · november · december · >>